# Marcenais
Marcenais – miejscowość i gmina we Francji, w regionie Nowa Akwitania, w departamencie Żyronda.
Według danych na rok 1990 gminę zamieszkiwało 527 osób, a gęstość zaludnienia wynosiła 58 osób/km² (wśród 2290 gmin Akwitanii Marcenais plasuje się na 694. miejscu pod względem liczby ludności, natomiast pod względem powierzchni na miejscu 1129.).